# Platypleura mira
Platypleura mira — вид насекомых из семейства певчих цикад. Ареал — Юго-Восточная Азия, Таиланд. Тело насекомого в длину около 25 мм, размах крыльев — 55-60 мм. Описана У. Л. Дистантом в 1904 году в журнале «Annals and Magazine of Natural History» (Часть XIV, стр. 333).